# Edvard Zacharias Fagerlund
Edvard Zacharias Fagerlund, född 13 juni 1823 i Karlskrona, död 18 januari 1894 i Gredby, Nättraby socken, var en svensk topografisk författare.
Edvard Zacharias Fagerlund var son till handlaren och vicekonsuln i Karlskrona Peter Fredrik Fagerlund, som tillhörde en förmögen köpmanssläkt i staden. Hans far avled 1835 varvid modern året därpå gifte om sig med lektorn i Kalmar och kännaren av antikens mytologi Jacob Berggren. Edvard Zacharias Fagerlund blev student vid Uppsala universitet 1841 och avlade hovrättsexamen 1845, varpå han inträdde som extraordinarie notarie i Svea hovrätt 1846. Han trivdes dock inte i Stockholm och återvände snart till Karlskrona, och 1848 köpte han hemmanet Gredby i Nättraby socken där han slog sig ned. Genom arv från fadern var han ekonomiskt oberoende och kunde ägna sin tid historiska studier och författarskap. Sina främsta insatser gjorde han författare av topografiska verk om Blekinge. Han hade stöd i sin forskning av Carl Gustaf Styffe och vännen från studietiden Gustaf Edvard Klemming. Han efterlämnade även en betydande boksamling.